# Westbrook (Texas)
Westbrook è un comune (city) degli Stati Uniti d'America della contea di Mitchell nello Stato del Texas. La popolazione era di 253 abitanti al censimento del 2010.

## Geografia fisica
Westbrook è situata a 32°21′25″N 101°00′45″W (32.357027, −101.012552).
Secondo lo United States Census Bureau, la città ha una superficie totale di 1,09 km², dei quali 1,09 km² di territorio e 0 km² di acque interne (0% del totale).

## Società

### Evoluzione demografica
Secondo il censimento del 2010, la popolazione era di 253 abitanti.

### Etnie e minoranze straniere
Secondo il censimento del 2010, la composizione etnica della città era formata dall'80,24% di bianchi, il 3,16% di afroamericani, il 2,37% di nativi americani, lo 0,4% di asiatici, lo 0% di oceanici, il 12,65% di altre razze, e l'1,19% di due o più etnie. Ispanici o latinos di qualunque razza erano il 31,23% della popolazione.